# 临沂计划生育系列事件
临沂计划生育系列事件是指中国山东省临沂市地方政府在计划生育工作上，存在野蛮行为，比如强行对育龄妇女进行绝育手术、对生二胎的孕妇强行堕胎、引产，甚至随意抓捕亲属、逼迫家人交纳巨额罚金等行为，最终在2005年被陈光诚律师和其它人士向媒体和有关部门揭露，并引发当地政府对陈光诚和当地村民进行打压的事件。

## 临沂地方的计划生育工作
2004年7月9日中共临沂市委、临沂市人民政府印发（临发〔2004〕18号）《关于加强新时期人口与计划生育工作的决定》，是临沂这一计划生育运动的发端和法规依据，在该年年底，临沂市某些地区开展暴力计生工作。
2005年2月14日，临沂市政府再次印发红头文件，认为过高地估计了百姓的素质，依法办事不行，必须采用更强硬的传统手段。2005年3月开始，临沂市三区九县开展大规模暴力计生运动，抓人、打人、关人、强制结扎、强制堕胎、办学习班、收学习费。

## 维权过程
2005年4月中旬，陈光诚、袁伟静夫妇开始对此进行调查，试图通过法律渠道，来维护这些受害者的利益，并向媒体揭露了有关情况。4月，自由亚洲电台等海外媒体对此事进行采访报道。
5月22日至25日，在陈光诚的带领下，公民维权网站站长李健对临沂市的部分地区进行了实地调查走访，并在6月10日，公民维权网发布关于山东省临沂市暴力计生事件的调查报告，在互联网上引起反响。
5月9日，在陈光诚的带领下，北京市高博隆华律师事务所江天勇律师、李春富律师进入临沂进行调查，并协助部分村民进行起诉。2005年6月21日，在陈光诚的带领下，北京市高博隆华律师事务所江天勇律师、李和平律师再次进入临沂进行调查，并提供法律援助。
7月中旬，在陈光诚的带领下，《华盛顿邮报》记者潘公凯、金玲进入临沂部分县区采访。
7月，志愿者根据陈光诚讲述整理出《政府违反计划生育法 临沂市“扎”连十族》一文，在网络上引起进一步反响。2005年8月中旬，滕彪、郭玉闪、涂毕声与陈光诚从北京赴临沂沂南县、费县、兰山区、蒙阴县等地进行调查和提供法律援助。2005年8月下旬，郭玉闪、涂毕声写出临沂计生调查手记和相关文章。
8月以后，众多的学者、异议人士、法律工作者写出评论文章，对临沂的政府工作提出批评，引起网络更大范围的关注和讨论。
8月下旬，滕彪发表《临沂计划生育调查手记》十篇，在关天、凯迪社区、燕南网、世纪学堂等网站引起强烈反响；海外数十家网站转载。2005年9月初，关天、凯迪等多数国内论坛迫于压力，删除几乎所有关于临沂计划生育问题的讨论。
8月28日至9月1日，王振宇、涂毕声、江天勇、李春富赴临沂协助当事人进行立案。
8月后，数十家国际电台和报刊对此进行采访报道；包括华盛顿邮报、自由亚洲、BBC、纽约时报、新闻周刊、共同社、中央广播电台、美联社等。
由海外媒体曝光后，受到广泛关注。迫于舆论的压力，中国国家人口计生委官员就临沂计生事件发表了谈话，并称要着手调查此事。
9月初，国家计生委一名官员会同省、市、县计生官员在临沂进行调查。

## 陈光诚被起诉
2005年8月12日以后，陈光诚夫妇在家中被监视居住。8月25日，陈光诚避开监视人员去上海、南京，并辗转来到北京。在北京多次被临沂官员围堵，几次险些被劫持。9月6日下午，陈光诚在北京与时代周刊记者讨论临沂的计生状况，下午即被山东警员在不出示任何证件、公文的情况下，强行抓走。，然后被关押在临沂市沂南县，与外界的通讯也被限制，并且受到多次殴打，一些同情支持他的村民也曾遭殴打。自失去自由开始，陈光诚进行绝食抗议26小时。陈光诚被限制人身自由后，华盛顿邮报、美国之音、自由亚洲、BBC、南华早报等多家国际媒体均在第一时间进行了报道。一些人权机构发出呼吁关注盲人维权者的命运。9月7日晚20：06，陈光诚回到家中。
数名律师先后介入此案，并前往临沂进行调查取证，但受到很大阻力，甚至遭暴力袭击。
2006年3月11日，陈光诚被临沂警方从家中带走后与外界失去联系。在失踪三个月后，6月12日陈光诚家人才收到他被刑事拘留的通知。
8月18日，山东临沂沂南法院开庭审理，陈光诚被指控犯有故意破坏财物罪和聚众扰乱交通罪，当天法庭没有做出裁决。这次的庭审引发极大的争议：陈光诚的辩护律师张立辉以及陈光诚的妻子不被允许进入法庭；辩护律师许志永博士前一天晚上被沂南公安以偷窃为借口羁押，陈光诚庭审结束后才获释；法庭临时指派的两各辩护律师，没有为陈光诚做任何辩护；陈光诚明确拒绝法庭指派律师的情况下，法庭并不依照法律规定进行休庭。
8月24日，沂南县人民法院以故意破坏财产和聚众扰乱交通罪，判处盲人维权人士陈光诚有期徒刑4年零3个月。